# Saint-Denis-du-Maine
Saint-Denis-du-Maine là một xã của tỉnh Mayenne, thuộc vùng Pays de la Loire, tây bắc nước Pháp.